# Снежната кралица
„Снежната кралица“ (на руски: Снежная королева) е руска 3D компютърна анимация от 2012 г., по сценарий на Вадим Свешников и е режисиран от Владлен Барбе и Максим Свешников. Той е продуциран от Wizart Animation и е базиран на едноименната история от 1844 г. от Ханс Кристиан Андерсен. Съпродуциран от московския InlayFilm и разпространен от компанията Bazelevs, филмът е един от най-очакваните проекти, излезли от Русия през 2012 г. Филмът е продуциран от Тимур Бекмамбетов, Александър Лигай, Юрий Москвин, Сергей Рапопорт и Олга Синелщикова. Филмът излезе на 27 декември 2012 г. в Русия. В Съединените щати той беше пуснат във видео при поискване на 10 октомври 2013 г.
Подобно на приказката, главната героиня е Герда (озвучена от Нюша), която е сираче, живеещо в необятното пространство на фантастична страна. Снежната кралица създаде света на вечната зима, където полярният вятър охлажда човешките души, а яснотата на линиите скрива емоциите. Младия мъж на име Кай е заловен от Снежната кралица. От Герда зависи да го спаси. Герда с помощната невестулка Лута пътува през ледена земя, изправена пред трудни препятствия и среща с прекрасни нови приятели като троловете (озвучен от Иван Охлобистин). Заедно те започват полярно търсене, за да спасят Кай.
Оценката на „Снежната кралица“ през 2012 г. на международен филмов пазар поставя началото на международното разпространение. Карикатурата получава положителни отзиви от критиците. Рецензия от Annecy отбелязва, че амбицията на филма напомня на златната ера на руската анимация. Филмът също така постигна значителен търговски успех, спечелвайки 233 милиона рубли в страната, докато общият боксофис възлиза на 13 милиона долара. Филмът влиза в историята на руската анимация, тъй като получава отличия от Московския филмов фестивал и Международния младежки филмов фестивал в Зеленоград.

## В България
В България филмът е пуснат на 16 януари 2015 г. от PRO Films.

### Синхронен дублаж
| Роля                 | Изпълнител |
| -------------------- | --- |
| Герда                | Августина-Калина Петкова |
| Кай                  | Цвети Пеняшки |
| Трола                | Петър Калчев |
| Снежната кралица     | Ирина Маринова |
| Допълнителни гласове | Елена Бойчева Жени Пашова Нели Монеджикова Михаела Тюлева Стефан Младенов Златина Тасева Момчил Степанов Ненчо Балабанов Георги Стоянов Вилма Карталска Станислав Пищалов |

| Обработка            | студио „Про Филмс“             |
| -------------------- | ------------------------------ |
| Адаптация и режисура | Николина Петрова               |
| Тонрежисьори         | Симеон Дамянов Станислав Донев |